# Javier, Leyte

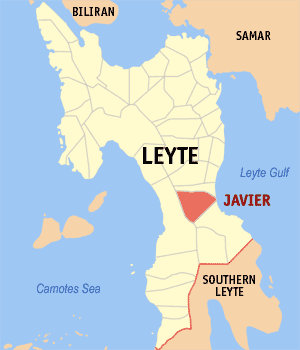
Bản đồ Leyte với vị trí của Javier

Javier là một đô thị hạng 4 ở tỉnh Leyte, Philippines. Theo điều tra dân số năm 2000 của Philipin, đô thị này có dân số 22.857 người trong 4.540 hộ.

## Các đơn vị hành chính
Javier được chia ra 30 barangay.
| - Ai - Abuyogay - Andres Bonifacio - Batug - Binulho - Calzada - Cancayang - Caranhug - Caraye - Casalungan - Comatin - Guindapunan - Inayupan - Laray - Magsaysay (Responde) | - Malitbogay - Manarug - Manlilisid - Naliwatan - Ochaz - Odiong - Picas Norte - Pinocawan - Poblacion Zone 1 - Poblacion Zone 2 - Rizal - Santa Cruz - Talisayan - San Sotero (Tambis) - Ulhay |